# سیارک ۱۱۴۰۲۶
سیارک ۱۱۴۰۲۶ (به انگلیسی: 114026 Emalanushenko، نامگذاری:2002UO64)۱۱۴۰۲۶مین سیارک کشف شده‌است که در ۳۰ اکتبر ۲۰۰۲ کشف شد.